# Sestra (román)
Sestra je první román českého spisovatele Jáchyma Topola. Kniha byla poprvé publikována v roce 1994 a v pozdějších letech byla přeložena do různých dalších jazyků, do němčiny (Die Schwester, 1998, Eva Profousová a Beate Smandek), angličtiny (City Sister Silver, 2000, Alex Zucker) či polštiny (Siostra, 2002, Leszek Engelking). Vypráví o životě v Československu na přelomu osmdesátých a devadesátých let a metaforicky popisuje atmosféru příchodu kapitalismu. Mezi další témata patří rasismus či narkomanie. Hudební skupina Psí vojáci, v níž působil autorův bratr Filip Topol, vydala roku 1994 album Sestra inspirované tímto románem. Kniha byla v roce 2008 zfilmována režisérem Vítem Pancířem. V prosinci 2015 proběhla premiéra dramatizace v brněnském Divadelním studiu Marta. Časopis A2 zařadil tuto knihu v roce 2020 do českého literárního kánonu po roce 1989, tedy do výběru nejdůležitějších českých knih v období třiceti let od sametové revoluce.